# Michail Ossipowitsch Barschtsch
Michail Ossipowitsch Barschtsch (russisch Михаил Осипович Барщ; * 29. Januarjul. / 11. Februar 1904greg. in Moskau; † 8. November 1976) war ein russischer Architekt und Hochschullehrer.

## Leben
Barschtsch schloss das Architekturstudium an den Moskauer Höheren Künstlerisch-Technischen Werkstätten (WChUTEMAS) mit der Diplomarbeit Die Markthalle in Moskau 1926 ab. Darauf trat er in die Redaktion der Zeitschrift Gegenwartsarchitektur (SA) der OSA-Gruppe ein. 
1927–1928 baute er zusammen mit Andrei Burow das Haus der Industrie in Swerdlowsk. 1929 baute er den Häuserblock „Roter Strahl“ in Charkow. 1929–30 arbeitete er in der Sektion für die sozialistische Bebauung nach dem Staatsplan der RSFSR. Er arbeitete auch mit Iwan Leonidow, Alexander Pasternak und El Lissitzky zusammen.
Ab 1934 arbeitete Barschtsch in Iwan Scholtowskis Meisterschule. Daneben lehrte er ab 1935 am Moskauer Architektur-Institut als Dozent (mit Ernennung zum Professor 1947). 1944 baute er ein Theater in Rschew und den Kursaal in Simejis. Ende der 1940er Jahre wurde nach einem kunstfeindlichen Aufsatz Andrei Schdanows Scholtowskis Meisterschule des Kosmopolitismus beschuldigt. Darauf wurden Barschtsch und G. A. Sacharow entlassen. 1950 erhielt jedoch Scholtowski den Stalinpreis für den Bau einer Wohnanlage (1949), womit die Kampagne gegen seine Meisterschule aufhörte.
1950 wurde Barschtsch Werkleiter des Russischen Instituts für Städtebau Giprogor in Moskau. 1957 und 1958 beteiligte er sich am Wettbewerb für den Palast der Sowjets. Zusammen mit dem Bildhauer Andrei Faidysch-Krandijewski schuf er das Denkmal für die Helden des Bürgerkrieges in Chabarowsk (1956) und dann mit  Faidysch-Krandijewski und  A. N. Koltschin das Denkmal für Konstantin Ziolkowski in Kaluga (1958), das Denkmal für den Sieg in der  Schlacht am Chassansee (1961) und das Denkmal für die sowjetischen Soldaten und Partisanen in Brjansk (1964). 1964 beteiligten sie sich am Wettbewerb für das Denkmal für die Eroberer des Weltraums.
1968 erhielt Barschtsch den Staatspreis der Weißrussischen Sozialistischen Sowjetrepublik.

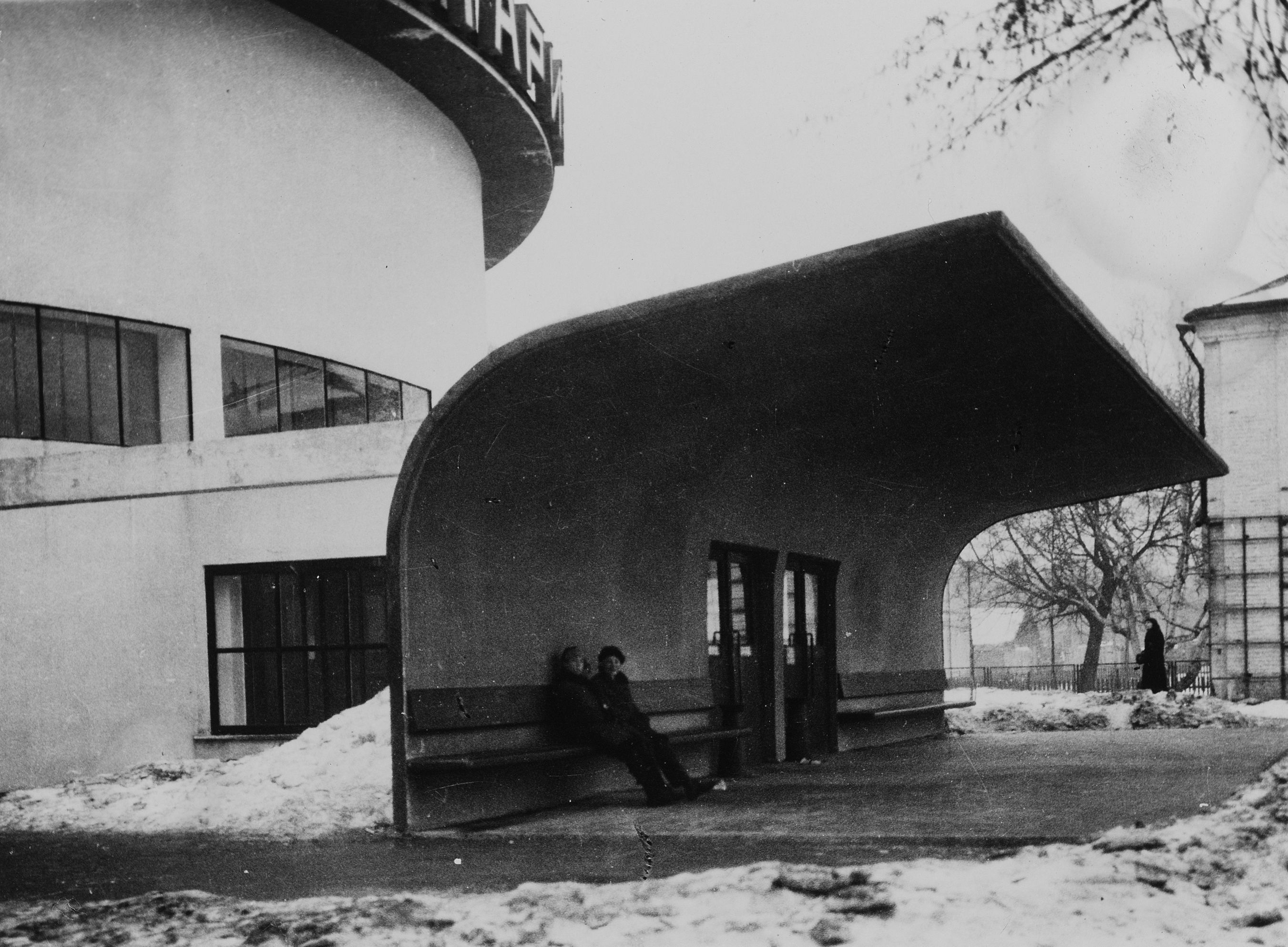
Planetarium in Moskau

## Werke (Auswahl)
- 1927–28 mit Andrei Burow: Haus der Industrie, Swerdlowsk
- 1929 Planetarium in Moskau
- 1929 Häuserblock „Roter Strahl“, Charkow
- 1944 Theater, Rschew
- 1944 Kursaal, Simejis
- 1956 mit Andrei Faidysch-Kranijewski: Denkmal für die Helden des Bürgerkrieges
- 1964 mit Andrei Faidysch-Kranijewiski und Alexander Koltschin: Denkmal für die Eroberer des Weltraums